# Murilo Leite
Arnaldo Murilo Nogueira Leite, mais conhecido como Murilo Leite (Aracaju, 03 de dezembro de 1944) é um apresentador de TV e político brasileiro.

## Biografia
Graduado em Administração Pública pela UFBA, é autor de alguns livros em sua área. Eleito pela primeira vez para o cargo de vereador em Salvador, na legislatura 1977 até 1983, então membro da ARENA. Posteriormente se elegeu deputado estadual e deputado federal por diversos mandatos.
Foi casado com Maria do Socorro Berbert Leite, com quem teve três filhas. Casou-se pela segunda vez com Maria de Fátima Fróes Rocha, com quem teve dois filhos.